# Obereschenbach (Hammelburg)
Obereschenbach ist ein Gemeindeteil der Stadt Hammelburg im unterfränkischen Landkreis Bad Kissingen in Bayern.

## Geographische Lage

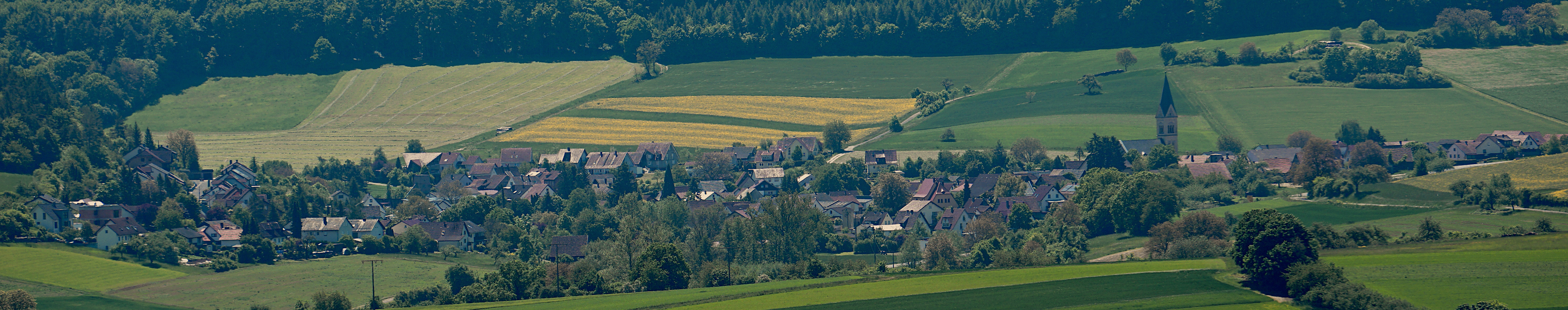
Obereschenbach vom Sturmiusberg aus gesehen

Das Pfarrdorf Obereschenbach liegt westlich von Hammelburg an der Bundesstraße 287.

## Geschichte
Die erste bekannte dokumentarische Erwähnung stammt vom 7. Januar 777. Auf diesen Tag ist eine Schenkungsurkunde von Karl dem Großen an das Kloster Fulda datiert, in der der Ort „Achynebach“ genannt wird.
Da Obereschenbach ursprünglich zur Pfarrei Hundsfeld gehörte, finden sich in der 1901 fertiggestellten Kirche auch um 1960 dorthin verbrachte Holzfiguren der ehemaligen Gemeinde Hundsfeld. Eine Restaurierung von Figuren (u. a. eine Darstellung von Kosmas und Damian) und Kirche erfolgte, nachdem Ottmar Straßer aus dem Franziskanerkloster Altstadt bei Hammelburg 1973 die Seelsorge der Gemeinde Obereschenbach übernommen hatte.
Am 1. Juli 1970 wurde Untereschenbach nach Obereschenbach eingemeindet. Obereschenbach wurde am 1. April 1972 im Rahmen der Gebietsreform in Bayern nach Hammelburg eingemeindet.

## Persönlichkeiten
- Cordula Ebert (* 1878 in Obereschenbach; † 1905 in Tansania), Missionsbenediktinerin und Märtyrin
- Karl Schäfer (* 1912 in Obereschenbach; † 1991 in Nürnberg), Kaufmann, Politiker und Mitglied des Bayerischen Landtags